# 頭屋二交流道
頭屋二交流道，又稱玉清大橋交流道，為臺灣省道台72線的交流道，位於臺灣苗栗縣苗栗市、頭屋鄉與公館鄉交界，指標為12k。
|  | 12 頭屋二 | 苗栗縣政府 |

## 鄰近公路
- 台6線
- 苗25線
- 苗27-1線

## 外部連結
- 台72線頭屋二交流道示意圖 （页面存档备份，存于）（交通部公路總局）